# Lasiosina
Lasiosina là một chi ruồi trong họ Chloropidae.